# ヒレナガハギ
ヒレナガハギ (学名：Zebrasoma velifer) は、ニザダイ科に分類される海水魚の一種。太平洋に分布し、観賞魚として人気の種である。

## 分類と名称
1795年にドイツの博物学者であるマルクス・エリエゼル・ブロッホにより Acanthurus velifer として記載され、タイプ産地はトランケバルとされた。ウィリアム・スウェインソンが1839年にヒレナガハギ属を設立した際、Acanthurus velifer を唯一の種としたため、属の模式種となった。Zebrasoma desjardinii はかつて同種とみなされており、本種とともにヒレナガハギ属の基底的な位置に存在する。ヒレナガハギ属はニザダイ科に分類され、ナンヨウハギと近縁である。従来のスズキ目ではなく、ニザダイ目に分類する場合もある。
種小名は「veli (帆)」と「fero (背鰭)」を組み合わせたもので、大きな背鰭を指す。veliferum とされることもあるが、velifer が正しい。

## 形態

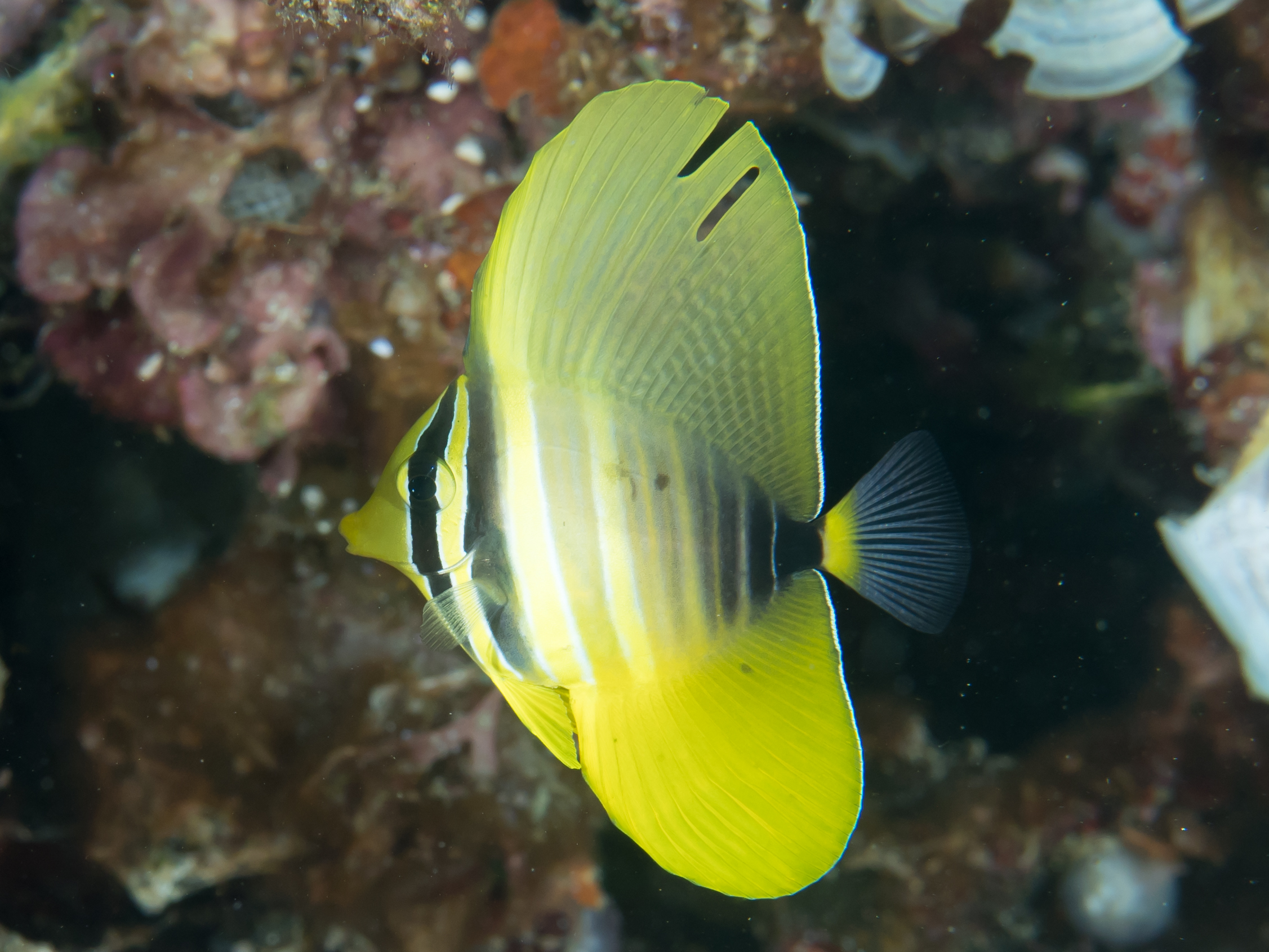
幼魚

背鰭は4-5棘と29-33軟条から、臀鰭は3棘と23-26軟条から成る。体は円盤状で背鰭と臀鰭が非常に高く、鰭を完全に伸ばした全高は体長とほぼ同じになる。ヒレナガハギ属に典型的な細長い吻部を持つ。体色は茶色で、幅の広い灰褐色の横縞と、それを隔てる細い黄色の横縞が入る。背鰭と臀鰭は暗灰色から茶色で、より淡い縞模様がある。尾鰭の色は灰褐色から黄色まで様々である。白い頭部は黄色の斑点で覆われ、暗色の帯が目を通り、目のすぐ後ろにはやや淡い帯がある。頭部の帯にも黄色の点と線が見られる。幼魚は成魚に似ているが、より体色が黄色い。体長は40cmに達する。

## 分布と生息地
西はクリスマス島周辺、インド洋東部、インドシナ半島東岸、東はピトケアン諸島やハワイ、北は日本、南はオーストラリアやラパ島まで、太平洋に分布する。マルキーズ諸島には分布していない。オーストラリアではロットネスト島からモンテベロ諸島、西オーストラリア州の沖合の岩礁周辺、ティモール海のアシュモア・カルティエ諸島、グレートバリアリーフ北部からクイーンズランド州のモートン湾南方で見られ、幼魚はシドニーまで分布している。ミドルトン礁、エリザベス礁、ロード・ハウ島沖でも見られる。遊泳性の底魚であり、水深45m以浅のラグーンや沖合の岩礁に生息する。幼魚は単独で生活し、サンゴ礁や岩礁に生息するが、濁った海域でも見られる。

## 生態
通常は単独で生活するが、ペアで見られることもある。葉状の藻類を餌とする。同属他種と比べ、咽頭歯はそれほど発達していない。昼行性であり、求愛と産卵は干潮後の午後の早い時間に行われる。

## 人との関わり
食用に漁獲されており、グアムでは槍や罠を使って捕獲されている。キイロハギやゴマハギよりも体が大きく、食用魚としての価値が高い。観賞魚としても取引されている。